# Blanche-Neige (film, 1987)
Pour les articles homonymes, voir Blanche-Neige (homonymie).
Pour plus de détails, voir Fiche technique et Distribution.
Blanche-Neige, sorti en 1987 aux États-Unis sous le titre Snow White et au Canada sous le titre Blanche-Neige, est un film américain basé sur le conte de fées des frères Grimm : Blanche-Neige. Il a été réalisé par Michael Berz, produit par Metro-Goldwyn-Mayer et montre Nicola Stapleton et Sarah Patterson dans le rôle de la belle princesse Blanche-Neige et Diana Rigg dans le rôle de la méchante reine, la belle-mère jalouse de la princesse Blanche-Neige.

## Synopsis
Un prince qui est en quête d'aventure et de grands trésors, rencontre sept nains réunis et pleurant devant un cercueil. Ensuite, ils vont raconter l'histoire de la jeune Blanche-Neige, la princesse qui a été forcée de quitter son palais pour échapper à sa jalouse belle-mère, la méchante reine qui a tenté de la faire assassiner et qui veut la tuer pour de bon, maintenant qu'elle sait que sa belle-fille vit avec les nains ... Mais Blanche-Neige peut encore être sauvée, seulement les sept nains auront besoin de l'aide du Prince.
Nouvelle adaptation du conte classique des frères Grimm en film musical et fantastique sorti en 1987.

## Fiche technique
- Titre original : Snow White
- Réalisation : Michael Berz
- Scénario :  Michael Berz d'après Blanche-Neige de Jacob Grimm et Wilhelm Grimm
- Production : Metro-Goldwyn-Mayer
- Lieu de tournage : Israël et États-Unis
- Genre : fantasy, aventure, film musical
- Durée : 85 minutes
- Dates de sortie :
  - 14 mai 1987 :  France Festival de Cannes
  - 1988 :  Royaume-Uni

## Distribution
- Diana Rigg : la méchante belle-mère de Blanche-Neige, la Méchante Reine
- Sarah Patterson : Blanche-Neige
- Nicola Stapleton : Blanche-Neige comme une jeune fille
- James Ian Wright : Le prince
- Billy Barty : Iddy
- Mike Edmonds : Biddy
- Ricardo Gil : Kiddy
- Malcolm Dixon : Diddy
- gary friedkin : Fiddy
- Arturo Gil : Giddy
- Tony Cooper : Liddy
- Douglas Sheldon : Le père de Blanche-Neige, le Roi
- Dorit Adi : La mère de Blanche-Neige, la Bonne Reine
- Azara Rapoport : Le père du prince
- Julian Chagrin : Le miroir magique
- Amnon Meskin : Le chasseur